# Mesocyclops brasilianus
Mesocyclops brasilianus är en kräftdjursart som beskrevs av Andreas Kiefer 1933. Mesocyclops brasilianus ingår i släktet Mesocyclops och familjen Cyclopidae. Inga underarter finns listade i Catalogue of Life.